# Grammy Award du meilleur clip

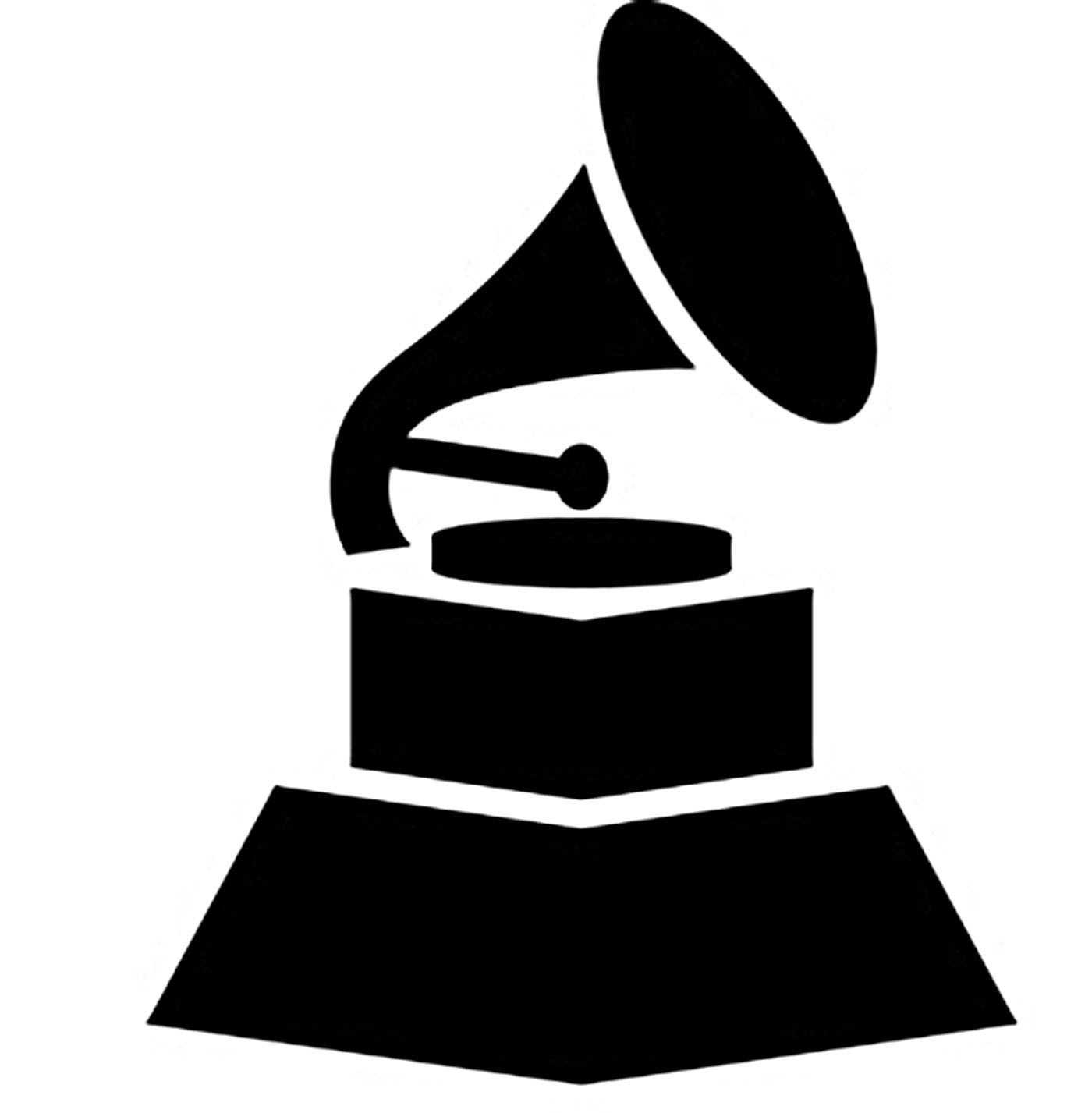
Ombre d'un Grammy Award

Le Grammy Award du meilleur clip (Grammy Award for Best Music Video) est une récompense de la cérémonie américaine des Grammy Awards. Il est décerné depuis 1984 aux interprètes, réalisateurs et producteurs de vidéoclips.

## Lauréats
| Année | Gagnant                                                   | Réalisation                                                     | Nominations |
| ----- | --------------------------------------------------------- | --------------------------------------------------------------- | --- |
| 1984  | Girls on Film / Hungry Like the Wolf de Duran Duran       | Godley & Creme / Russell Mulcahy                                | - Todd Rundgren – Videosyncracy - Rod Stewart – Tonight I'm Yours - Bill Wyman – Bill Wyman                                                                                                 |
| 1985  | Jazzin' for Blue Jean de David Bowie                      | Julien Temple                                                   | - Ashford & Simpson – Ashford & Simpson - Phil Collins – Phil Collins - Thomas Dolby – Thomas Dolby - Olivia Newton-John – Twist of Fate - Rubber Rodeo – Scenic Views                      |
| 1986  | We Are the World de USA for Africa                        | Tom Trbovich                                                    | - Band Aid – Do They Know It's Christmas? - Phil Collins – No Jacket Required EP - Hall & Oates – The Daryl Hall and John Oates Video Collection - Tina Turner – Private Dancer             |
| 1987  | Brothers in Arms de Dire Straits                          | ?                                                               | - Louis Cardenas – Making of Runaway - Paul McCartney – Rupert and the Frog Song - Richard Perry – So Excited - Supertramp – Brother Where You Bound                                        |
| 1990  | Leave Me Alone de Michael Jackson                         | Jim Blashfield                                                  | - Enya – Orinoco Flow (Sail Away) - Mike + The Mechanics – The Living Years - Trevor Rabin – Something to Hold On To - Hank Williams, Jr. et Hank Williams, Sr. – There's a Tear in My Beer |
| 1991  | Opposites Attract de Paula Abdul                          | Michael Patterson et Candice Reckinger                          | - Phil Collins – Another Day in Paradise - Madonna – Oh Father - Sinéad O'Connor – Nothing Compares 2 U - The Lightning Seeds – All I Want                                                  |
| 1992  | Losing My Religion de R.E.M.                              | Tarsem                                                          | - Garth Brooks – The Thunder Rolls - Dire Straits – Calling Elvis - Bob Dylan – Series of Dreams - Billy Joel – When You Wish upon a Star                                                   |
| 1993  | Digging in the Dirt de Peter Gabriel                      | John Downer                                                     | - En Vogue – Free Your Mind - Los Lobos – Kiko and the Lavender Moon - Lyle Lovett – Church - Roger Waters – What God Wants                                                                 |
| 1994  | Steam de Peter Gabriel                                    | Stephen R. Johnson                                              | - Björk – Human Behaviour - INXS – Beautiful Girl - R.E.M. – Everybody Hurts - Soul Asylum – Runaway Train                                                                                  |
| 1995  | Love Is Strong de The Rolling Stones                      | David Fincher                                                   | - Angélique Kidjo – Agolo - Lucas – Lucas with the Lid Off - Sinéad O'Connor – Fire on Babylon - Pet Shop Boys – Go West - "Weird Al" Yankovic – Jurassic Park                              |
| 1996  | Scream de Michael & Janet Jackson                         | Mark Romanek                                                    | - Björk – It's Oh So Quiet - Dave Matthews Band – What Would You Say - Herbie Hancock – Dis Is da Drum - Sinéad O'Connor – Famine                                                           |
| 1997  | Free as a Bird des Beatles                                | Joe Pytka                                                       | - Green Day – Walking Contradiction - Michael Jackson – Earth Song - Alanis Morissette – Ironic - The Smashing Pumpkins – Tonight, Tonight                                                  |
| 1998  | Got 'til It's Gone de Janet Jackson                       | Mark Romanek                                                    | - Babyface – How Come, How Long - Milestone – I Care 'Bout You - Morphine – Early to Bed - Tool – Stinkfist                                                                                 |
| 1999  | Ray of Light de Madonna                                   | Jonas Åkerlund                                                  | - Aerosmith – Pink - Björk – Bachelorette - Oasis – All Around the World - Pearl Jam – Do the Evolution                                                                                     |
| 2000  | Freak on a Leash de Korn                                  | Jonathan Dayton et Valerie Faris, Todd McFarlane, Graham Morris | - Björk – All Is Full of Love - Lauryn Hill – Everything Is Everything - Brian McKnight – Back at One - TLC – Unpretty                                                                      |
| 2001  | Learn to Fly de Foo Fighters                              | Jesse Peretz                                                    | - Busta Rhymes – Fire - Reba McEntire – What Do You Say - Papa Roach – Broken Home - Will Smith – Will 2K                                                                                   |
| 2002  | Weapon of Choice de Fatboy Slim et Bootsy Collins         | Spike Jonze                                                     | - Aerosmith – Fly Away from Here - Missy Elliott – One Minute Man - Madonna – Don't Tell Me - OutKast – Ms. Jackson                                                                         |
| 2003  | Without Me d'Eminem                                       | Joseph Kahn                                                     | - 1 Giant Leap – My Culture - Dirty Vegas – Days Go By - Knoc-turn'al, Dr. Dre et Missy Elliott – Knoc - Nas – One Mic                                                                      |
| 2004  | Hurt de Johnny Cash                                       | Mark Romanek                                                    | - Coldplay – The Scientist - Madonna – Die Another Day - Martina McBride – Concrete Angel - OutKast – Hey Ya!                                                                               |
| 2005  | Vertigo de U2                                             | Alex and Martin                                                 | - Franz Ferdinand – Take Me Out - Green Day – American Idiot - George Michael – Flawless (Go to the City) - Steriogram – Walkie Talkie Man                                                  |
| 2006  | Lose Control de Missy Elliott feat. Ciara et Fatman Scoop | Missy Elliott et Dave Meyers                                    | - Gorillaz – Feel Good Inc. - Jamiroquai – Feels Just Like It Should - Martina McBride – God's Will - Sarah McLachlan – World on Fire                                                       |
| 2007  | Here It Goes Again de OK Go                               | OK Go et Trish Sie                                              | - Big and Rich – 8th of November - Red Hot Chili Peppers – Dani California - The Killers – When You Were Young - Underoath – Writing on the Walls                                           |
| 2008  | God's Gonna Cut You Down de Johnny Cash                   | Tony Kaye                                                       | - Feist – 1234 - Gnarls Barkley – Gone Daddy Gone - Justice – D.A.N.C.E. - Mutemath – Typical                                                                                               |
| 2009  | Pork and Beans de Weezer                                  | Mathew Cullen                                                   | - Erykah Badu – Honey - Gnarls Barkley – Who's Gonna Save My Soul - Radiohead – House of Cards - Jack White et Alicia Keys – Another Way to Die                                             |
| 2010  | Boom Boom Pow de The Black Eyed Peas                      | Mathew Cullen et Mark Kudsi                                     | - Beast – Mr. Hurricane - Coldplay – Life In Technicolor II - Depeche Mode – Wrong - Oren Lavie – Her Morning Elegance                                                                      |
| 2011  | Bad Romance de Lady Gaga                                  | Francis Lawrence                                                | - Johnny Cash – Ain't No Grave / The Johnny Cash Project - Eminem et Rihanna – Love the Way You Lie - Gorillaz, Mos Def et Bobby Womack – Stylo - Cee Lo Green – Fuck You!                  |
| 2012  | Rolling in the Deep de Adele                              | Sam Brown et Hannah Chandler                                    | - Memory Tapes – Yes I Know - OK Go – All Is Not Lost - Radiohead – Lotus Flower - Skrillex – First of the Year (Equinox) - "Weird Al" Yankovic – Perform This Way                          |
| 2013  | We Found Love de Rihanna feat. Calvin Harris              | Melina Matsoukas                                                | - Foster the People – Houdini - Jay-Z et Kanye West featuring Frank Ocean et The-Dream – No Church in the Wild - M.I.A. – Bad Girls - Woodkid – Run Boy Run                                 |
| 2014  | Suit & Tie de Justin Timberlake feat. Jay-Z               | David Fincher                                                   | - Capital Cities – Safe and Sound - Jay-Z – Picasso Baby: A Performance Art Film - Macklemore et Ryan Lewis featuring Ray Dalton – Can't Hold Us - Jack White – I'm Shakin'                 |
| 2015  | Happy de Pharrell Williams                                | We Are from LA                                                  | - Arcade Fire – We Exist - DJ Snake et Lil Jon – Turn Down for What - Sia – Chandelier - Woodkid featuring Max Richter – The Golden Age                                                     |
| 2016  | Bad Blood de Taylor Swift feat. Kendrick Lamar            | Joseph Kahn                                                     | - A$AP Rocky – LSD - The Dead Weather – I Feel Love (Every Million Miles) - Kendrick Lamar – Alright - Pharrell Williams – Freedom                                                          |
| 2017  | Formation de Beyoncé                                      | Melina Matsoukas                                                | - Leon Bridges – River - Coldplay – Up & Up - Jamie xx – Gosh - OK Go – Upside Down & Inside Out                                                                                            |
| 2018  | Humble de Kendrick Lamar                                  | The Little Homies et Dave Meyers                                | - Beck – Up All Night - Jain – Makeba - Jay-Z – The Story of O.J. - Logic featuring Alessia Cara et Khalid – 1-800-273-8255                                                                 |
| 2019  | This Is America de Childish Gambino                       | Hiro Murai, Ibra Ake, Jason Cole et Fam Rothstein               | - The Carters – Apeshit - Joyner Lucas – I'm Not Racist - Janelle Monáe – Pynk - Tierra Whack – Mumbo Jumbo                                                                                 |
| 2020  | Old Town Road de Lil Nas X feat. Billy Ray Cyrus          | Calmatic                                                        | - The Chemical Brothers – We've Got to Try - Gary Clark, Jr. – This Land - FKA twigs – Cellophane - Tove Lo – Glad He's Gone                                                                |

## Référence
- Site officiel des Grammy Awards